# Friens
Friens is een dorp in de gemeente Leeuwarden, in de Nederlandse provincie Friesland. Friens ligt in de driehoek tussen Grouw, Irnsum en Roordahuizum, grofweg tussen de N354, het Zwin, de Kromme Grouw, en de Moezel.
Friens heeft een open karakter en een kleine dorpskern. In 2023 telde het dorp 85 inwoners. Het dorpsgebied was ooit wat groter. De buurtschap Zuiderend lag voorheen in het dorpsgebied, vandaar ook de naam van deze buurtschap. De Nieuwe Encyclopedie van Fryslân noemde in 2016 daarnaast nog Wilaard, Twiksel en Abbemawier als buurtschappen van Friens. De laatste twee worden door het kadaster niet meer gezien als buurtschap.
Het dorp vormt een gezamenlijke gemeenschap met de omliggende dorpen Roordahuizum, Idaard en Aegum.

## Geschiedenis
Het dorp is ontstaan op een terp aan de rand van Middelzee. Friens was waarschijnlijk een tijdlang een vissersdorp. Later is de bevolking zich gaan richten op de landbouw. De terp is in de 19e eeuw deels afgegraven.
De oudst bekende vermelding van de plaats is uit de 13e eeuw toen de plaats als Frenigge werd vermeld. In 1410 werd het dorp vermeld als Frenze, in 1436 als to Freentze, in 1438 als to Friense en Freenze, in 1505 als Freens, in 1579 en 1786 als Friens. Mogelijk wijst de betekenis naar frâna; Oudfries voor een persoon of heer die vertegenwoordiger was van een graaf of schout.
In Friens stond tot in 19e eeuw de Beslinga State, maar na het overlijden van de laatste bewoner konden er geen kopers worden gevonden en werd de state afgebroken.
Tot de gemeentelijke herindeling in 1984 maakte Friens deel uit van de voormalige gemeente Idaarderadeel. Daarna maakte het deel uit van de gemeente Boornsterhem. Op 1 januari 2014 werd deze gemeente opgeheven, waarop Friens onderdeel werd van de gemeente Leeuwarden. 

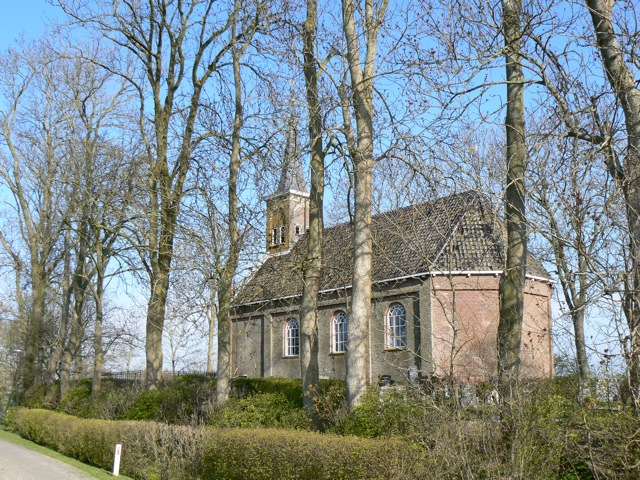
Kerk van Friens

## Kerk
De hervormde kerk van Friens stamt uit 1795 maar is gebouwd op de funderingen van een 13e-eeuwse kerk die op de terp stond. De kerk is vooralsnog het enige rijksmonument van Friens.

## Cultuur en sport
Het dorp heeft een dorpshuis, It Lokaeltsje. Daarnaast is er een Toneelvereniging Tusken Swin en Moezel en een ijsclub. De organisatie Swen.Swette organiseert culturele evenementen organiseert in de dorpen Friens, Aegum, Roordahuizum en Idaard.

## Onderwijs
Het dorp heeft een tijdje een kleine basisschool gehad maar deze moest uiteindelijk sluiten. In eerste instantie gingen de kinderen van het dorp zowel naar Irnsum en Roordahuizum, maar met de komst van een bus gaan de meeste kinderen in Roordahuizum naar school.

## Jabikspaad
De oostelijke route van het Jabikspaad, de Friese pelgrimsroute naar Santiago de Compostella, gaat door Friens. Het Jabikspaad is 130 kilometer lang en loopt van Sint Jacobiparochie naar Hasselt.

## Bevolkingsontwikkeling
| 1999 | 2002 | 2004 | 2005 | 2006 | 2007 | 2008 | 2009 | 2012 | 2018 | 2019 | 2021 |
| ---- | ---- | ---- | ---- | ---- | ---- | ---- | ---- | ---- | ---- | ---- | ---- |
| 92   | 87   | 88   | 89   | 91   | 92   | 90   | 78   | 89   | 85   | 90   | 90   |

## Geboren
- Clara Feyoena van Raesfelt-van Sytzama (1729-1807), dichteres (geboren op de Beslinga State)
- Johannes Galenus Willem Hendrik van Sytzama, (1830-1907) burgemeester (geboren op de Beslinga State)